# Јелизавета Печерских
Јелизавета Печерских (кирг. Елизавета Печерских, рус. Печерских, Елизавета), рођена као Јелизавета Рогожњикова (кирг. Елизавета Рогожникова, рус. Рогожникова, Елизавета; Бишкек, 25. август 2004), киргистанска је пливачица, учесница олимпијских игара и вишеструка национална рекордерка и првакиња, чија ужа специјалности су спринтерске трке слободним и леђним стилом.
Заједно са џудистом Ерланом Шеровим носила је заставу Киргистана на церемонији отварања Летњих олимпијских игара у Паризу 2024. године. 
Студирала је на Факултету за спорт и физичку културу у Бишкеку. Говори руски, киргиски и енглески језик.

## Спортска каријера
Јелизавета је почела да тренира пливање са 6 година, захваљујући утицају свог оца који се и сам бавио пливањем и уједно био њен први тренер.
На међународној пливачкој сцени се појавила у лето 2018. као део пливачке репрезентације Киргистана на Азијским играма у Џакарти, да би у децембру исте година била део и Светског првенства у малим базенима, одржаног у кинеском Хангџоуу. Већ наредне године по први пут се такмичила и на неком од светских првенстава у великим базенима, пошто је на првенству у корејском Квангџуу остварила пласмане на 36. место на 200 леђно и 53. место на 200 слободно. 
Наредне три године је углавном наступала на такмичењима регионалног карактера, да би се на светску сцену вратила као учесница Азисјких игара 2023. у Хангџоуу. 
На наредном првенству света у Дохи 2024. такмичила се у 2 дисциплине, у којима је остварила пласмане на 54. место на 50 слободно и 44. место на 100 леђно. 
Захваљујући специјалној позивници дебитовала је на Олимпијским играма у Паризу 2024. године. У Паризу је пливала у квалификацијама трке на 50 метара слободним стилом. Наступила је у шестој квалификационој групи где је пливала у стази 7, и са временом од 26.26 секунди заузела је убедљиво прво место у својој квалификационој групи, односно укупно 30. место у конкуренцији 79 такмичарки. Био је то уједно и нови национални рекорд Киргистана у тој дисциплини. У Паризу је Јелизавета поред такмичарске улоге имала и улогу барјактара пошто је заједно са џудистом Ерланом Шеровим носила заставу Киргистана на церемонији отварања Игара. 